# Хадрамаутско краљевство
Краљевство Хадрамаут било је античко краљевство из предисламског доба на тлу данашњег Јемена на територију Хадрамаута.

## Историја
Први познати записи о Краљевству Хадрамаут су познати из 8. веку п. н. е. Изван европског круга Краљевство Хадрамаут први пут се спомиње у једном старо Сабејском спису Караб ил Ватара са почетка 7. веку п. н. е., у коме он наводи краља Хадрамаута - Џада ила, као једног од својих савезника.
Када је Минејско краљевство преузело контролу над караванским путевима у 4. веку п. н. е., Хадрамаут се томе прилагодио тако што је ушао у савез са њима, највероватније због комерцијалних интереса.
Касније је Хадрамаут поново постао потпуно независан, али је од тада почео да буде стална мета напада од стране све моћнијег суседног Краљевства Химјар при крају 1. века п. н. е., али се успешно одупрео нападима. Краљевство Хадрамаут досегло је свој зенит средином 2. века кад је себи припојило суседну источну Краљевину Катабан. У том раздобљу је све време, Хадрамаут био у непрекидним ратовима са сусједним краљевствима Химјар и Саба. Сабејски краљ Шајрум Автар је чак успео да заузме главни град и краљев двор Шабву - 225. године.
Од тог времена се појављује и нови субјект у борби за јужно Јеменски простор Краљевство Аксум из Етиопије. Краљ Аксума Гадарат, нападао је Јемен распршивши своје снаге, свог сина Беџга послао је на западне обале Јемена да заузме Зафар тадашњу престолницу Химјара, а део снага послао је на јужне обале Јемена да се боре против Хадрамаута, јер су они тад били Сабејски савезници.
Краљевство Хадрамаут је трајало све до око 300. године кад га је на крају освојио химјарски краљ Шамар Џухариш, који је тако успео да уједини цео југ Јемена.

## Краљеви Хадрамаута
Овај попис углавном слиједи истраживања Кенет А. Китчена
| Име                     | Време владања               |
| ----------------------- | --------------------------- |
| Џада ил                 | од 685. п. н. е.            |
| Прекид традиције        |                             |
| Шар Алхан               | од 350. п. н. е.            |
| Џада ил Баџин I         |                             |
| Илсама Дубџан           |                             |
| Џита ил                 |                             |
| Прекид традиције        |                             |
| Џада иб Гаилан          |                             |
| Део краљевства Катабан  |                             |
| Прекид традиције        | око 180. п. н. е.- 50. год. |
| Илаз Џалит I            | од 30. год.                 |
| Џада ил I               |                             |
| Џашхур ил Џухариш       |                             |
| ?                       |                             |
| Џади аб Гаилан I        |                             |
| Џада ил Баџин II        | од 140/41. год.             |
| два непозната владара ? |                             |
| Џади аб Гаилан II       | од 190. год.                |
| Џада ил II              |                             |
| Илаз Џалит II           | од 213/4 до око 225. год.   |
| непознати владар        |                             |
| Џада ил Баџин III       |                             |
| непознати владар        |                             |
| Џада ил Баџин IV        | око 250. год.               |
| Џади аб Баџин III       |                             |
| Илраyум Јадум           |                             |
| Џади аб Гилан III       |                             |
| Шарах ил                | око 285-290. год.           |
| Рабшамс III             | око 285-290. год.           |

## Погледајте и ово
- Сабејско краљевство
- Минејско краљевство
- Каљевство Катабан
- Краљевина Химјар
- Хадрамаут

## Literatura
- K. A. Kitchen: Documentation for Ancient Arabia. Volume I, Liverpool. 1994.  978-0-85323-359-6.
- Korotajev, Andrej (1996). Pre-Islamic Yemen. Wiesbaden: Harrassowitz Verlag. ISBN 978-3-447-03679-5.
- Hermann von Wissmann: Zur Geschichte und Landeskunde von Alt-Südarabien. (Sammlung Eduard Glaser, Nr. III = Österreichische Akademie der Wissenschaften, philosophisch-historische Klasse, Sitzungsberichte, Band 246) Böhlaus, Wien 1964